# Kostel Nejsvětější Trojice (Bánovce nad Bebravou)
Kostel Nejsvětější Trojice na dnešním náměstí Ľudovíta Štúra v Bánovcích nad Bebravou vznikl v pozdějším období po postavení kostela sv. Mikuláše Biskupa, v souvislosti s postupným rozšiřováním města směrem k řece Bebravě. Původní kostel byl zbořen v roce 1799. Byl patronátní kostelem Ilešháziů.

## Historie
Kostel Nejsvětější Trojice v minulosti utrpěl několikrát škody způsobené požáry, ale pokaždé byl obnoven. To by svědčilo o tom, že stál již v 17. století, možná i dříve.
Orientace původního kostela je nejasná. Hlavní přední dveře totiž vedly zepředu ze severní strany, dokud boční dveře byly umístěny na západní straně. To by naznačovalo severojižní orientaci, v baroku celkem běžnou. Kostel byl poměrně úzký, postavený byl z kamene a zaklenut. Nad hlavním vchodem byl umístěn zděný chór s varhanami. Byly zde také kovové tympány (bubny), tři klarinety, tři waldhorny (trubky) a troje housle. Po bocích lodě byly dva boční zděné chóry. Pod kostelem byly dvě krypty a uvnitř měl kostel tři oltáře. Nejstarší byl oltář Blahoslavené Panny Marie na evangelické straně kostela. Inventář bohoslužebného náčiní byl bohatý.
Nový kostel Nejsvětější Trojice byl postaven v roce 1803 v klasicistním slohu na místě staršího svatostánku, zasvěceného také Nejsvětější trojici. Byl vysvěcen 1. října 1803 kanovníkem Antonem Ďatelem a konsekrovaný 8. července 1804 nitranským biskupem F X. Fuchsem.
Potvrzuje to latinský nápis DEO VNITRINO HABITACVLVM ISTHOC EX STRVXIT VNITA PIETAS (Jednotná zbožnost postavila tento příbytek Trojjedinému Bohu) na průčelí, objevený při rekonstrukci v 70. letech 20. století, oznamující zasvěcení kostela a sloužící také jako chronogram), udávající začátek stavby kostela. Při poslední opravě kostela v polovině 90. let 20. století byl nahrazen dalším latinským nápisem v podobě DEO VNITRINO HABITACVLVM ST. HOC EXSTRVXERVNT EX PIETATE (Trojjedinému Bohu tento svatý příbytek postavili ze zbožnosti).
Nový kostel Nejsvětější Trojice byl postaven především z příspěvků župních a církevních hodnostářů. V roce 1929 byl pro kostel získán dřevěný Betlém, dílo řezbáře B. Reka z Kutné Hory. Před hlavním vstupem do kostela stojí kamenný kříž s ukřižovaným Kristem na čtyřbokém podstavci umístěném na třístupňové podnoži.